# Brandon T. Jackson
Brandon Timothy Jackson (Detroit, 7 maart 1984) is een Amerikaans acteur, stand-upcomedian en rapper.

## Biografie
Jackson werd op 7 maart 1984 geboren in Detroit, Michigan. Nadat hij was afgestudeerd aan de "West Bloomfield High School" verhuisde Jackson naar Los Angeles. Hij werkte er als stand-upcomedian in de "Laugh Factory", en verzorgde de voorprogramma's van Wayne Brady en Chris Tucker.
In 2006 ontving Jackson de Black Reel Award voor het personage "Junior" dat hij vertolkte in de film Roll Bounce. In 2008 en 2010 werd hij nogmaals voor deze prijs genomineerd voor zijn werk in Tropic Thunder en Percy Jackson & the Olympians: The Lightning Thief.
In 2011 speelde Jackson de rol van Trent Pierce in Big Mommas: Like Father, Like Son. Naast zijn acteerwerk in de film was hij ook de uitvoerder van de verschillende rapnummers die in de film te horen zijn.

## Filmografie

### Televisie
| Jaar        | Serie           | Rol                      | Opmerking                             |
| ----------- | --------------- | ------------------------ | ------------------------------------- |
| 1999        | The Norm Show   | Buster                   | Gastrol in "Artie Comes to Town"      |
| 2011        | Raising Hope    | Justin                   | Gastrol in "Romeo and Romeo"          |
| 2014        | Californication | Hashtag                  | Gastrol in verschillende afleveringen |
| 2014        | Drunk History   | Robert Smalls            | Gastrol in "Charleston"               |
| 2014 - 2015 | Deadbeat        | Roofie                   | Hoofdrol                              |
| 2015, 2020  | BoJack Horseman | Corduroy Jackson-Jackson | Stem                                  |
| 2015        | Mr. Robinson    | Ben Robinson             | Hoofdrol                              |

### Films
| Jaar | Film                                               | Rol                                 | Opmerking                  |
| ---- | -------------------------------------------------- | ----------------------------------- | -------------------------- |
| 2001 | Nikita Blues                                       | Tyrone                              |                            |
| 2001 | Ali                                                | Club ganger                         | Niet vermeld in aftiteling |
| 2002 | 8 Mile                                             | Club ganger                         | Niet vermeld in aftiteling |
| 2005 | Roll Bounce                                        | Junior                              |                            |
| 2007 | Super Sweet 16: The Movie                          | Brian                               |                            |
| 2007 | This Christmas                                     | El Rey MC                           |                            |
| 2007 | Big Stan                                           | Deshawn                             |                            |
| 2008 | Approaching Midnight                               | Artie                               |                            |
| 2008 | Tropic Thunder                                     | Alpa Chino                          |                            |
| 2008 | Days of Wrath                                      | Lil 1                               |                            |
| 2008 | The Day the Earth Stood Still                      | Target Tech                         |                            |
| 2008 | Cuttin' da Mustard                                 | Rolo                                |                            |
| 2009 | Fast & Furious                                     | Alex (BMW chauffeur)                |                            |
| 2009 | Rogue's Gallery                                    | Tower                               |                            |
| 2010 | Tooth Fairy                                        | Duke                                |                            |
| 2010 | Percy Jackson & the Olympians: The Lightning Thief | Grover Underwood                    |                            |
| 2010 | Lottery Ticket                                     | Benny                               |                            |
| 2010 | Operation: Endgame                                 | Tower                               |                            |
| 2011 | Big Mommas: Like Father, Like Son                  | Trent Pierce Charmaine Daisy Pierce | Uitvoerder rapnummers      |
| 2012 | Thunderstruck                                      | Alan                                |                            |
| 2013 | Percy Jackson: Sea of Monsters                     | Grover Underwood                    |                            |